# Az irigy kutya karácsonya
Az irigy kutya karácsonya a Frakk, a macskák réme című rajzfilmsorozat negyedik évadjának hatodik része.

## Alkotók
- Rendezte: Cseh András
- Írta: Bálint Ágnes
- Zenéjét szerezte: Pethő Zsolt
- Operatőr és animátor: Radvány Zsuzsa
- Hangmérnök: Bársony Péter
- Vágó: Czipauer János
- Grafikai terv és forgatókönyvíró: Várnai György
- Háttér: Szálas Gabriella
- Rajzolták: Czeglédi Mária, Menyhárt Katalin, Somos Zsuzsa
- Munkatársak: Völler Ágnes, Zsebényi Béla
- Színes technika: György Erzsébet
- Gyártásvezető: Mezei Borbála

Készítette a Magyar Televízió megbízásából a Pannónia Filmstúdió

## Szereplők
- Frakk: Szabó Gyula
- Lukrécia: Schubert Éva
- Szerénke: Váradi Hédi
- Károly bácsi: Suka Sándor
- Irma néni: Pártos Erzsi
- Idős hölgy: Vay Ilus
- Kivert kutyák: Botár Endre, Koroknay Géza, Pusztaszeri Kornél